# لایه اکمن

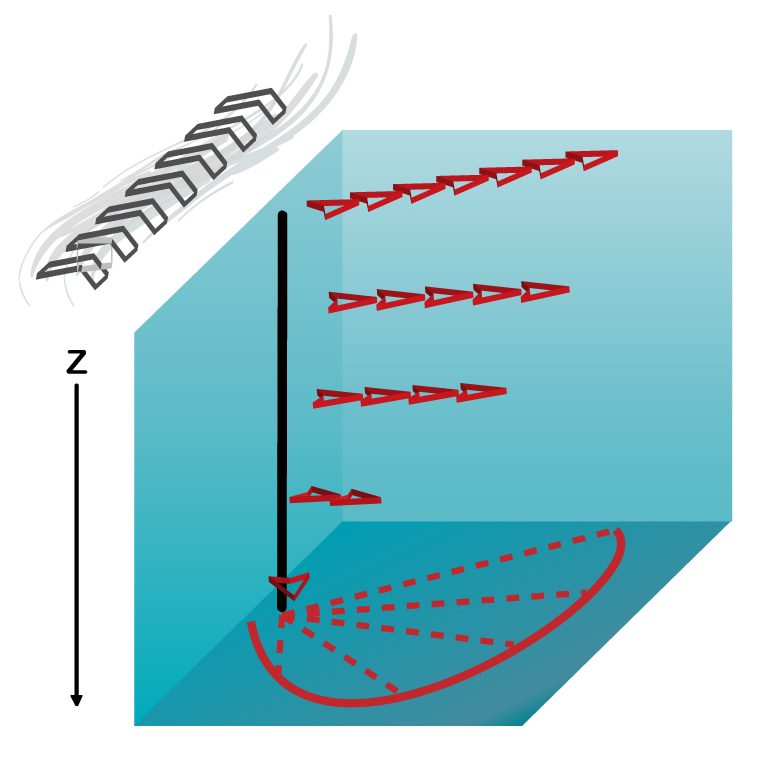
لایه اکمن لایه ای در سیال است که در آن جریان حاصل تعادل بین گرادیان فشار، کوریولیس و نیروهای کششی آشفته است. در تصویر بالا، باد که به سمت شمال می‌وزد، تنش سطحی ایجاد می‌کند و یک مارپیچ اکمن در زیر آن در ستون آب پیدا می‌شود.

لایه اکمن لایه‌ای در یک سیال است که در آن تعادل نیرویی بین نیروی گرادیان فشار، نیروی کوریولیس و کشش آشفته وجود دارد. اولین بار توسط واگن والفرید اکمن توصیف شد. لایه‌های اکمن هم در جو و هم در اقیانوس رخ می‌دهند. دو نوع لایه اکمن وجود دارد. نوع اول در سطح اقیانوس رخ می‌دهد و توسط بادهای سطحی که به عنوان نیروی کششی روی سطح اقیانوس عمل می‌کنند، ایجاد می‌شود. نوع دوم در پایین جو و اقیانوس رخ می‌دهد، جایی که نیروهای اصطکاک با جریان بر روی سطوح ناهموار مرتبط هستند.

## تاریخچه
اکمن تئوری لایه اکمن را پس از آن که فریتیوف نانسن مشاهده کرد که یخ با زاویه ۲۰ تا ۴۰ درجه به سمت راست جهت باد غالب در حالی که در یک سفر اکتشافی در قطب شمال بر روی فرام حرکت می‌کند، ایجاد کرد. نانسن از همکارش، ویلهلم بیرکنس، خواست تا یکی از دانش‌آموزانش را برای مطالعه این مشکل آماده کند. بیرکنس از اکمن استفاده کرد که نتایج خود را در سال ۱۹۰۲ به عنوان تز دکترای خود ارائه کرد.